# Volusianus
Gaius Vibius Afinius Gallus Veldumnianus Volusianus (kolem 230 – srpen 253 u Interamny) byl římský císař vládnoucí v letech 251–253. Jeho otcem byl císař Trebonianus Gallus, matkou Afinia Gemina Baebiana.
Volusianus měl od června 251, kdy se Trebonianus Gallus stal císařem, hodnost caesara, tj. mladšího spoluvladaře, od srpna téhož roku pak i titul augusta se všemi obvyklými poctami. Nezdá se, že by nějak výrazně zasahoval do vládních záležitostí – směr politiky pravděpodobně určoval otec.
Volusiana zabili spolu s Gallem vlastní vojáci u Interamny (253), patrně proto, že od uzurpátora Aemiliana očekávali vyšší odměnu. Nad jeho památkou bylo nejprve vyhlášeno damnatio memoriae, již za Valerianovy vlády ho však zařadili mezi bohy.